# Chambre introuvable
La Chambre introuvable (en español: Cámara inencontrable) es el apodo dado a la cámara baja de Francia salida de las elecciones generales de los 14 y 22 de agosto de 1815, durante la segunda fase de la Restauración borbónica en Francia. La expresión es atribuida a Luis XVIII de Francia, que habría manifestado así que era imposible soñar con una cámara más favorable a su reinado. La monarquía sin embargo se vio enfrentada rápidamente con un parlamento "más realista que el rey", que intentó poner su poder a prueba y basó su acción en la aprobación de leyes represivas. La sesión parlamentaria se inauguró el 7 de octubre de 1815, dando inicio a un periodo político breve pero muy intenso hasta su disolución el 5 de septiembre de 1816.

## Una cámara ultra con convicciones contrarrevolucionarias
Durante el verano de 1815, el Terror Blanco se extendió tras la derrota de Waterloo y la caída de Napoleón. Se ensañaba contra los bonapartistas y los antiguos revolucionarios en el oeste y sobre todo en el midi de Francia. La pasión religiosa se unía con las pasiones políticas, enfrentando a las facciones católicas más extremistas con los protestantes que habían sido en su mayoría favorables a la Revolución y al Imperio. Unas bandas monárquicas conocidas con el nombre de verdets por la escarapela verde que llevaban (era el color del conde de Artois, el futuro Carlos X, hermano del Rey y líder de los ultras), se armaron y sembraron el terror en el país, no sin encontrar numerosos simpatizantes. La conscripción era muy impopular en el sur de Francia, donde se produjeron varios actos violentos de protesta: en Marsella, tras conocer la derrota en la Batalla de Waterloo, el pueblo se levantó y masacró a varios bonapartistas y mamelucos de la guardia imperial (25 de junio de 1815); en Toulouse,  el general Jean-Pierre Ramel, que había intentado desarmar a los verdets, fue asesinado (15 de agosto de 1815); el mariscal Brune, de paso por Aviñón, fue asesinado y su cuerpo arrojado al Ródano.
La mayoría ultramonárquica de la cámara expresaba de manera más o menos explícita cierta nostalgia del Antiguo Régimen francés, caracterizado por una sociedad jerarquizada basada en la religión católica y estructurada en tres estamentos (clero, nobleza y tercer estado). Los ultras querían borrar la herencia revolucionaria y la cámara multiplicó los actos de ruptura simbolíca con el pasado: cuestionó la vigencia del divorcio, prohibió el regicidio y estableció un calendario de ceremonias fúnebres que celebran las desgracias vividas por los partidarios del Antiguo Régimen, empezando por la muerte de Luis XVI, el 21 de enero de 1793.

## Composición de la cámara: predominancia de los jóvenes nobles
La Cámara no se compone esencialmente de antiguos émigrés (emigrados) deseosos de restablecer el Antiguo Régimen. Sobre los 381 diputados electos presentes en el verano de 1816, 197 son de origen burgués, 8 pertenecen a la nobleza del Primer Imperio, y sólo 176 pertenecen a la nobleza del Antiguo Régimen. Entre estos últimos, 73 habían emigrado durante la Revolución y habían en su mayoría ocupado cargos militares o políticos bajo el Imperio. Entre los burgueses, 91 son abogados, magistrados y juristas, y 25 son negociantes e industriales. En relación con asambleas anteriores, los diputados son relativamente jóvenes: sólo 45 tienen 60 o más años, y 130 tienen menos de 45 años, lo que significa que tenían menos de 20 años cuando estalló la Revolución y no conocieron los privilegios de la nobleza antes de esa fecha. Otro dato destacable: esta cámara tan preocupada por los intereses católicos no cuenta con ningún miembro del clero, a diferencia de todas las anteriores. En su mayoría, los diputados son nuevos en política: sólo 61 de ellos han ocupado escaños en otras asambleas. Estas características podrían explicar la virulencia y la falta de tacto de la Chambre introuvable.

## Las primeras medidas de la Cámara: las bases legales del Terror Blanco
La primera Restauración había mantenido las estructuras militares y administrativas del Primer Imperio, lo que explica la facilidad con la que Napoleón retomó el poder. Por ello, la prioridad de la Cámara fue castigar a los culpables de haber apoyado los Cien Días, y depurar la Administración de los funcionarios poco fiables. Decazes, un antiguo consejero de la familia Bonaparte reconvertido en ultramonárquico, jugó un papel destacado en la elaboración y la aplicación de las represalias. Se aprobaron cuatro leyes que son consideradas como la base legal del Terror Blanco:
- La ley de seguridad general (29 de octubre de 1815): permitía encarcelar sin juicio a todo individuo sospechoso de conspirar contra la familia real o contra la seguridad de Estado. Era la versión contemporánea de las lettres de cachet.
- La ley sobre los discursos y los escritos sediciosos (9 de noviembre de 1815). Distinguía entre dos tipos de delito:
  - por un lado las palabras o los actos destinados a derrocar el gobierno o representando una amenaza para la vida del Rey o su familia. Estos actos serían juzgados por una corte criminal hasta que entrasen en funcionamiento las cortes prebostales, y serían castigados con la deportación.
  - por otro lado las manifestaciones y actos sediciosos que pudieran debilitar el debido respeto a la autoridad real, como las canciones, los gritos de ¡Viva el Emperador! o la exhibición de insignias tricolor, etc. Estos delitos podían ser castigados con una pena de cárcel de un mes a 5 años, y de una multa de 20.000 francos.
- El restablecimiento de las cortes prebostales (27 de diciembre de 1815): eran una herencia del Antiguo Régimen y Napoleón las había restablecido para acabar con la Chuanería. Había una por departamento y se componían de 4 magistrados civiles, pero el juez de instrucción y el procurador eran prebostes militares. Juzgaban sin jurado, sin apelación posible y sus sentencias habían de ser ejecutadas en 24 horas.
- La ley de amnistía (12 de enero de 1816): La discusión sobre la ley de aministía dio lugar a las primeras divergencias entre la mayoría de la Cámara y el gobierno del duque de Richelieu. La Cámara pensaba que mantenía sus competencias en materia de persecución y de castigo de los culpables de los Cien Días. Apoyándose en su derecho de iniciativa indirecta, la Cámara constituyó un comité secreto que elaboraba propuestas de excepciones a la ley, que habían de ser sometidas a la aprobación del Rey. Pero los rumores que se extendieron entre la población sobre esas deliberaciones provocaron un temor generalizado: por un lado debido a su carácter secreto, por otro lado debido a las categorías de personas afectadas. Finalmente, el gobierno consiguió rechazar las excepciones a la ley de amnistía que pedía la Cámara, pero tuvo que aceptar que fueran exiliados los regicidas que habían votado la pena de muerte para Luis XVI en 1793.

## Disolución de la Cámara
El Terror Blanco legal dispuesto por la Chambre introuvable escapó a la influencia del Rey y de su gobierno, y la Cámara se volvió "más realista que el rey". Más allá de las medidas relacionadas con el orden, no tenía un proyecto político coherente y los ultras no lograron convencer a la opinión pública. Su revanchismo preocupaba en vez de tranquilizar, porque incitaba al odio y a la ira en un país que aspiraba a la pacificación.
Dado que la aplicación de las nuevas leyes represivas dependía en gran medida de las autoridades locales, las variaciones eran considerables según los departamentos. Una investigación reciente sobre 70% de los tribunales ordinarios registra 3.746 condenas políticas entre julio de 1815 y junio de 1816, por lo que el total podría ascender a unas 5.000. En diciembre de 1816 se contabilizaron 3.382 detenciones. Esta depuración legal llevó al arresto de varios generales del ejército imperial: La Bédoyère, los hermanos Constantin y César de Faucher, Mouton-Duvernet o el mariscal Ney; los antiguos miembros de la Convención que habían aprobado la muerte de Luis XVI fueron condenados al exilio.
En 1816, dos votaciones fueron motivo de debates tumultuosos. El voto del presupuesto (7 de abril) planteó el problema de las deudas heredadas del Imperio y agravadas por el coste de la ocupación de las tropas extranjeras. El ministro de Hacienda propuso pagarlas con unas obligaciones avaladas por la venta de 400.000 ha de bosques que habían pertenecido a la Iglesia antes de la Revolución. La idea escandalizó a los ultras, porque no sólo obligaba al rey legítimo a asumir el coste de las guerras del que llamaban "el usurpador", sino que además lo hacía utilizando unos bienes que habían sido robados al clero. El otro enfrentamiento tuvo lugar con motivo de la aprobación de la ley electoral que tenía que definir las modalidades de renovación de la Cámara y el importe del censo a partir del cual un ciudadano podía tener derecho a voto. La mayoría ultra propugnaba rebajar ese umbral a fin de ganarse las clases populares y compensar así la influencia de la burguesía rica.
El jefe del gobierno (el duque de Richelieu) decidió librarse de una Cámara que se había vuelto imposible de gobernar, y mandó clausurar la sesión parlamentaria el 29 de abril de 1816. En el mes de agosto decidió suspenderla mediante un decreto firmado el 5 de septiembre. Esta decisión abortó el establecimiento de un régimen parlamentarista, al impedir que la voluntad del parlamento se impusiera al gobierno y al Rey.